# Jazz in Parco
Jazz in Parco è un festival musicale italiano che si tiene a Nocera Inferiore, generalmente nei mesi di giugno e luglio.
(Il Sole 24 Ore)

## Storia

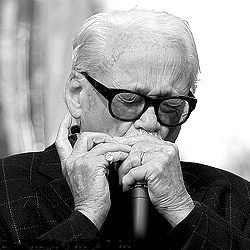
Toots Thielemans, tra i protagonisti di Jazz in Parco nel 2001

Organizzata dall'associazione Noceracconta si svolge, dal 1998, nel suggestivo cortile del palazzo Fienga, struttura ubicato sulla sommità della collina del Parco. La manifestazione negli anni si è allargata anche alla città, coinvolgendone piazze e locali.
Ideato da Elia Pirollo (1958-2020), il festival vede la direzione artistica della cantante Jazz Ondina Sannino.
La XIV edizione del festival (2021) ha coinvolto diverse location culturali della città, come il sagrato della cattedrale, il chiostro del complesso monumentale di Sant'Antonio e, come accade storicamente, Palazzo Fienga.

## Artisti
Solitamente i concerti, tematici a seconda dello slogan annuale, abbinano giovani artisti emergenti (soprattutto campani) ad artisti di provata esperienza e notorietà internazionale come Noa, Nick The Nightfly e Al Di Meola; i Manhattan Transfer, Chiara Civello ed Eumir Deodato; Enrico Rava (supportato dal giovanissimo Francesco Cafiso) e Sergio Cammariere; Giovanni Allevi, Madeleine Peyroux e Richard Galliano; Ahmad Jamal, i 29th Street Saxophone Quartet, Paolo Fresu e Toots Thielemans; l'Art Ensemble of Chicago, Rita Marcotulli con Palle Danielsson al contrabbasso e l'ex batterista dei Weather Report Peter Erskine; Steve Coleman, Javier Girotto, Archie Shepp, John Scofield.
La XII edizione (2009) ha ospitato Dario Galante, musicista nocerino trasferitosi in Brasile nel 1986.